# Sphex prosper
Sphex prosper är en biart som beskrevs av Kohl 1890. Sphex prosper ingår i släktet Sphex och familjen grävsteklar. Inga underarter finns listade i Catalogue of Life.